# 联盟MS-04
联盟MS-04是俄罗斯宇航联盟号的第133次飞行，本次任务将远征51的两名宇航员送到国际空间站。2017年4月20日飞船从哈萨克斯坦拜科努尔航天发射场发射升空 ，本次联盟号飞船在发射6小时后便与国际空间站对接，而不是以前的2天。2017年9月2日飞船脱离空间站，同时带回了三名宇航员，飞船在2017年9月3日降落到哈萨克斯坦。

## 机组人员
| 职位        | 发射阶段          | 返回阶段          | 飞行次数 |
| ----------- | ----------------- | ----------------- | -------- |
| 指令长      | 费奥多尔·尤尔奇欣 | 费奥多尔·尤尔奇欣 | 第5次    |
| 飞行工程师1 | 杰克·费舍尔       | 杰克·费舍尔       | 第1次    |
| 飞行工程师2 | N/A               | 佩吉·惠特森       | 第3次    |